# Eddie Shu
Eddie Shu (* als Edward Shulman am 18. August 1918 in Brooklyn, New York; † 4. Juli 1986 in Tampa, Florida) war ein US-amerikanischer Jazzmusiker (Tenor- und Altsaxophon, auch Klarinette, Trompete und Harmonika) des Swing.

## Leben und Wirken
Eddie Shu lernte als Kind zunächst Geige und Gitarre, spielte aber später Saxophon. Er arbeitete zunächst 1948 mit Tadd Dameron und George Shearing zusammen, danach mit Johnny Bothwell, Buddy Rich und Les Elgart. Er spielte von 1949 bis 1950 in der Band von Lionel Hampton, 1950/51 bei Charlie Barnet und 1952 bei Chubby Jackson. Shu hatte 1953/54 eigene Formationen in New York und war von 1954 bis 1958 Mitglied von Gene Krupas Band. Danach arbeitete er als freischaffender Musiker auf Kuba und in Florida. In den 1960er Jahren spielte er (als Eddie Shuree) in Louis Armstrongs All Stars-Formation, 1966 noch einmal bei Hampton. 1973 wirkte er bei Gene Krupas letzten Live-Aufnahmen vor seinem Tode mit. Shu war als Multiinstrumentalist bekannt und trat auch als Sänger in Erscheinung. Er wohnte zuletzt in Tampa.

## Auswahldiskographie
- I Only Have Eyes for Shu (Bethlehem 1954, mit Bobby Scott, Vinnie Burke, Roy Haynes)
- Eddie Shu / Bob Hardaway Jazz Practitioners (Bethlehem 1955, mit Bobby Scott, Vinnie Burke, Roy Haynes; nur A-Seite)
- Louis Armstrong: The Legendary Berlin Concert (Jazzpoint, 1965)
- Gene Krupa: Live at the New School (Chiaroscuro, 1973)